# Гай Фундиан
Гай Фундиан (на латински: Gaius Fundianus) e политик на Римската република през 1 век пр.н.е. Произлиза от плебейската фамилията Фундиании.
През 68 пр.н.е. той е народен трибун. Консули тази година са Квинт Марций Рекс и Луций Цецилий Метел, който умира в началото на годината и се избира суфектконсул
Сервилий Вация, който умира преди да постъпи в длъжност.